# John Edward Taylor (dziennikarz)
John Edward Taylor (ur. 11 września 1791, zm. 6 stycznia 1844) – angielski przedsiębiorca, redaktor i wydawca, założyciel gazety Manchester Guardian w 1821 roku, która została przemianowana w 1959 roku na The Guardian.

## Życiorys
Urodził się w Ilminster w hrabstwie Somerset w Anglii, jako syn Mary Scott, poetki, i Johna Taylora, unitarnego pastora, który przeprowadził się po śmierci żony do Manchesteru wraz z synem, aby tam prowadzić szkołę. John Edward kształcił się w szkole ojca oraz w Daventry Academy. Był uczniem producenta bawełny w Manchesterze, a później stał się odnoszącym sukcesy kupcem.
Został pochowany na cmentarzu  Rusholme Road Cemetery, wraz z pierwszą żoną,  Sophią Russell Scott.